# 1271

## Události
- Marco Polo se vydává z italských Benátek do Číny
- 21. května – česko-uherská bitva u Rábu

## Vědy a umění
- dokončena stavba hradu Caerphilly

## Narození
- 13. března – Guta Habsburská, česká královna († 1297)
- 14. března – Štěpán I., německý šlechtic a regent († 1310)
- 8. září – Karel Martel, uherský král († 1295)
- 27. září – Václav II., polský král († 1305)
- Alžběta Portugalská, portugalská královna († 1336)
- Blanka Bretaňská, francouzská šlechtična († 1327)
- Eifuku Mon'in, japonská císařovna choť († 10. června 1342)
- Jindřich II. Kyperský, kyperský a poslední jeruzalémský král († 1324)
- Michail Tverský, velkokníže vladimirský († 22. listopadu 1318)

## Úmrtí
- 10. ledna – Ota II. z Geldern, hrabě z Geldern (* 1215)?
- 28. ledna – Isabela Aragonská, francouzská královna coby manželka Filipa III. (* 1243)
- 13. března – Jindřich z Almainu, účastník osmé křížové výpravy (* 1235)
- 14. března – Helena Angelina Dukaina, sicilská královna coby manželka Manfréda Sicilského (* 1242)
- 27. dubna – Isabela Francouzská, navarrská královna coby manželka Theobalda II. (* 1242)
- 1. května – Vít, děkan pražské kapituly (* ?)
- 25. června – Anna Hlohovská, bavorská vévodkyně (* 1250/52)
- 21. srpna – Alfons z Poitiers, francouzský princ, hrabě z Poitiers a Toulouse, účastník dvou křižáckých výprav (* 1220)
- 25. srpna – Jana z Toulouse, dcera toulouského hraběte Raimonda VII. (* 1220)
- 24. října – Alžběta Uherská, bavorská vévodkyně (* 1236)
- 25. října – Markéta z Meranu, bývalá moravská markraběnka (* 1220)?
- Markéta Francouzská, brabantská vévodkyně (* 1254)?
- Simon VI. z Montfortu, anglický šlechtic (* 1240)

## Hlava státu
- České království – Přemysl Otakar II.
- Svatá říše římská – Richard Cornwallský – Alfons X. Kastilský
- Papež – Řehoř X.
- Anglické království – Jindřich III. Plantagenet
- Francouzské království – Filip III.
- Polské knížectví – Boleslav V. Stydlivý
- Uherské království – Štěpán V. Uherský
- Byzantská říše – Michael VIII. Palaiologos